# Студенческая улица (Москва)
Студе́нческая у́лица (до 25 января 1952 года — Втора́я Изво́зная у́лица, до 1922 года — Втора́я Ямска́я у́лица) — улица в Западном административном округе города Москвы на территории района Дорогомилово.

## История
Улица получила современное название по Дорогомиловскому студенческому городку, расположенному на этой улице. До 25 января 1952 года называлась Втора́я Изво́зная у́лица, до 1922 года — Втора́я Ямска́я у́лица, поскольку здесь некогда жили ямщики, занимавшиеся извозом.

## Расположение
Студенческая улица, являясь продолжением Платовской улицы, проходит от улицы Раевского на юго-запад, с юга к улице примыкают Дохтуровский переулок и 6-й Можайский переулок, далее улица перескает улицу Дунаевского, затем к улице примыкают Можайский переулок с юга и Кутузовский переулок с севера, Студенческая улица проходит до Киевской улицы. Между Студенческой улицей и Дохтуровским переулком расположен сквер. Нумерация домов начинается от улицы Раевского.

## Зоны отдыха
Сквер на пересечении улицы с Дохтуровским переулком имеет форму треугольника. В 2018 году здесь была проведена реконструкция: сквер расширили, дополнительно озеленили, проложили пешеходные дорожки с учетом народных троп. Для отдыха поставили скамейки, а для занятий спортом – скейт-парк и площадку воркаут.

## Примечательные здания и сооружения

### По нечётной стороне
- № 19 — пятиэтажный кирпичный жилой дом (1929). В рамках гражданской инициативы «Последний адрес» на доме установлен мемориальный знак с именем инженера-строителя Анатолия Александровича Лурья[4], расстрелянного органами НКВД 28 июля 1941 года.  В базе данных правозащитного общества «Мемориал» есть имена одиннадцати жильцов этого дома, расстрелянных в годы террора[5].
- № 29 — школа № 710.
- № 33, корп. 1—8 — комплекс студенческих общежитий в стилистике конструктивизма (Дорогомиловский студенческий городок) (1929—1930, архитектор Б. В. Гладков, совместно с П. Н. Блохиным и А. М. Зальцманом)[6].

### По чётной стороне
- № 14 — пожарная часть № 25. Построена в 1930-х годах по проекту архитектора Лебедева. По тому же проекту построена пожарная часть № 24 на Варшавском шоссе[7].
- № 26 — жилой дом. Здесь жили архитекторы В. А. Щуко[8], А. Ф. Хряков[9].
- № 30 — жилой дом. Здесь жил учёный в области юриспруденции А. А. Герцензон[10].
- № 32 — жилой дом. Здесь жил военный деятель В. И. Баклаков[11].
- № 44/28 — жилой дом. Здесь жили композиторы М. С. Вайнберг[12], Б. А. Чайковский[13], К. С. Хачатурян[14].

## Транспорт

### Наземный транспорт
По Студенческой улице не проходят маршруты наземного общественного транспорта. Севернее улицы, на Большой Дорогомиловской улице и Кутузовском проспекте, расположены остановки «Дорогомиловская застава» автобусов м2, н2, 297, 239, 91к, 116, 157, 205, 454, 474, 840.
Ранее, в 1930—1962, по Студенческой улице проходили трамваи 30, 31, 42 с остановками на Студенческой улице — «Дорогомиловский рынок», «Школа», «Улица Дунаевского», «Студенческая улица. Общежития» и «Киевская улица».
Также по этим остановкам, до 1993 года, проходили автобусы 201 (только в сторону Киевского вокзала) и 240 (в обе стороны).

### Метро
- Станции метро «Киевская» Арбатско-Покровской линии, «Киевская» Кольцевой линии, «Киевская» Филёвской линии (соединены переходами) — восточнее улицы, на площади Киевского Вокзала
- Станция метро «Кутузовская» Филёвской линии — у западного конца улицы, на пересечении Кутузовского проспекта и Третьего транспортного кольца
- Станция метро «Студенческая» Филёвской линии — южнее улицы, на Киевской улице

### Железнодорожный транспорт
- Киевский вокзал (пассажирский терминал станции Москва-Пассажирская-Киевская Киевского направления Московской железной дороги) — восточнее улицы, на площади Киевского Вокзала
- Платформа «Кутузовская» Калужско-Нижегородского диаметра — западнее улицы, на пересечении Кутузовского проспекта и Третьего транспортного кольца